# Cucut daurat
El cucut daurat (Coccyzus melacoryphus) és una espècie d'ocell de la família dels cucúlids (Cuculidae) que habita boscos, manglars i matolls d'Amèrica del Sud, des de Colòmbia, Veneçuela, Trinitat i Guaiana, cap al sud, fins a l'oest del Perú i el nord de l'Argentina.